# Премия королевы Елизаветы II в области инженерного дела
Премия королевы Елизаветы II в области инженерного дела (англ. The Queen Elizabeth Prize for Engineering) — награда, вручаемая раз в два года за потрясающие технические инновации, которые положительно повлияли на человечество. Названа в честь Елизаветы II. Присуждается британским фондом Queen Elizabeth Prize for Engineering Foundation при активном участии Королевской инженерной академии наук Великобритании. В жюри входят больше десяти учёных, в том числе Брайан Эдвард Кокс, Джон Лерой Хеннесси, а также бизнесмен Нараяна Мурти. Награда включает в себя 1 миллион фунтов стерлингов и скульптуру.

## Лауреаты
- 2013 — Кан, Роберт Эллиот, Серф, Винтон, Пузен, Луи, Бернерс-Ли, Тим, Андриссен, Марк
- 2015 — Лэнджер, Роберт